# Селезахисна гребля Аксай
Селезахисна гребля Аксай – споруда на півдні Казахстану.
Селеві явища є типовими для північних схилів Заілійського Алатау. З огляду на це, станом на 2023 рік велось будівництво селезахисної споруди на річці Аксай, для якої обрали варіант із насипною гравійно-галечниковою греблею висотою 75 метрів, довжиною 270 метрів та шириною по гребеню  10 метрів. 
За проектом споруда має затримати до 7,1 млн м3 селевої маси, при цьому при об’ємі селю до 4,6 млн м3 (ймовірність утворення 1 раз на 1000 років) для скидання рідкої фази буде достатньо водовипускної конструкції у нижній частині греблі, тоді як при селі більшого об’єму також буде задіяний поверхневий водоскид.